# میخال دسنسکی
میخال دسنسکی (چکی: Michal Desenský؛ زادهٔ ۱ مارس ۱۹۹۳) دونده سرعت اهل جمهوری چک است.